# Litauische Badmintonmeisterschaft
Litauische Meisterschaften im Badminton werden seit 1963 ausgetragen, während des Bestehens der Sowjetunion als Meisterschaften der Sowjetrepublik. Die Austragung von Mannschaftsmeisterschaften begann 1964, von Juniorenmeisterschaften 1967. Internationale Titelkämpfe von Litauen gibt es seit 1992. Sie fanden jedoch nicht jährlich statt.
Die Meisterschaften gingen aus der UdSSR-Meisterschaft im Badminton hervor. Nach dem Zerfall der Sowjetunion starten Aserbaidschan, Armenien, Belorussland, Estland, Georgien, Lettland, Litauen, Moldau, Russland und die Ukraine eigene Meisterschaften innerhalb des Europäischen Badmintonverbandes EBU, während Kasachstan, Kirgisien, Tadschikistan, Turkmenistan und Usbekistan eine neue Heimat im asiatischen Badmintonverband fanden.

## Die Titelträger
| Saison | Herreneinzel         | Dameneinzel              | Herrendoppel                              | Damendoppel                                   | Mixed                                     |
| ------ | -------------------- | ------------------------ | ----------------------------------------- | --------------------------------------------- | ----------------------------------------- |
| 1963   | Juozas Kriščiūnas    | Regina Šemetaitė         | Juozas Kriščiūnas Povilas Tamošauskas     | Jolanta Kazarinaitė Aurelija Kostiuškaitė     | Juozas Kriščiūnas Jolanta Kazarinaitė     |
| 1964   | Juozas Kriščiūnas    | Jolanta Kazarinaitė      | Juozas Kriščiūnas Vladas Rybakovas        | Jolanta Kazarinaitė Valentina Guseva          | Vladas Rybakovas Valentina Gusva          |
| 1965   | Petras Zubė          | Regina Šemetaitė         | Algirdas Vitkauskas Petras Zubė           | Regina Šemetaitė Janina Laucytė               | Petras Zubė Regina Vilutytė               |
| 1966   | Petras Zubė          | Vida Jurevičienė         | Vytas Ripinskas Petras Zubė               | Regina Grigaitė Vale Visniauskaitė            | Petras Zubė Janina Laucytė                |
| 1967   | Juozas Baltrimas     | Vida Jurevičienė         | Vytas Ripinskas Petras Zubė               | Vida Jurevičienė Vale Viniauskaitė            | Petras Zubė Regina Minelgienė             |
| 1968   | Juozas Baltrimas     | Vida Jurevičienė         | Juozas Kriščiūnas Petras Zubė             | Vida Jurevičienė Undinė Jagelaitė             | Juozas Kriščiūnas Vida Jurevičienė        |
| 1969   | Petras Zubė          | Valė Viskinauskaitė      | Antanas Narvilas Regimantas Kijauskas     | Regina Šemetaitė Salvija Petronytė            | Petras Zubė Regina Minelgienė             |
| 1970   | Giedrius Voroneckas  | Vida Jurevičienė         | Regimantas Kijauskas Vidas Kijauskas      | Vida Jurevičienė Reina Šemetaitė              | Petras Zubė Regina Šemetaitė              |
| 1971   | Petras Zubė          | Vida Jurevičienė         | Antanas Narvilas Petras Zubė              | Vida Jurevičienė Undinė Jagelaitė             | Petras Zubė Regina Šemetaitė              |
| 1972   | Petras Zubė          | Vida Jurevičienė         | Juozas Baltrimas Alimantas Mockus         | Vida Jurevičienė Nijolė Sabaitė               | Giedrius Voroneckas Vida Jurevičienė      |
| 1973   | Juozas Baltrimas     | Nijolė Sabaitė           | Antanas Kašuba Petras Zubė                | Danutė Staniukaitytė Nijolė Sabaitė           | Petras Zubė Drazina Dovidavičiūtė         |
| 1974   | Antanas Narvilas     | Nijolė Sabaitė           | Antanas Kašuba Antanas Narvilas           | Alma Tarutienė Nijolė Sabaitė                 | Sigitas Jasaitis Nijolė Sabaitė           |
| 1975   | Juozas Baltrimas     | Nijolė Sabaitė           | Antanas Narvilas Justinas Stankus         | Genutė Baltrimaitė Danutė Staniukaitytė       | Juozas Baltrimas Genutė Baltrimaitė       |
| 1976   | Juozas Baltrimas     | Nijolė Noreikaitė        | Antanas Narvilas Justinas Stankus         | Virginija Cechanavičiūtė Nijolė Noreikaitė    | Juozas Baltrimas Genutė Baltrimaitė       |
| 1977   | Antanas Narvilas     | Virginija Cechanavičiūtė | Antanas Narvilas Justinas Stankus         | Virginija Cechanavičiūtė Danutė Staniukaitytė | Antanas Narvilas Danguolė Blevaitienė     |
| 1978   | Juozas Baltrimas     | Virginija Cechanavičiūtė | Artūras Jaskevičius Justinas Stankus      | Virginija Cechanavičiūtė Asta Šimbelytė       | Rimas Liubartas Virginija Cechanavičiūtė  |
| 1979   | Antanas Narvilas     | Virginija Cechanavičiūtė | Juozas Baltrimas Kęstutis Dabravolskis    | Virginija Cechanavičiūtė Milda Taraskevičiūtė | Juozas Baltrimas Genutė Baltrimaitė       |
| 1980   | Artūras Jaskevičius  | Milda Taraskevičiūtė     | Juozas Baltrimas Kęstutis Baltakis        | Asta Šimbelytė Milda Taraskevičiūtė           | Sigitas Jasaitis Silva Senkutė            |
| 1981   | Juozas Baltrimas     | Danguolė Blevaitienė     | Artūras Jaskevičius Antanas Narvilas      | Danguolė Blevaitienė Silva Senkutė            | Anatas Narvilas Danguolė Blevaitienė      |
| 1982   | Juozas Baltrimas     | Danguolė Blevaitienė     | Juozas Baltrimas Sigitas Jasaitis         | Danguolė Blevaitienė Silva Senkutė            | Anatas Narvilas Danguolė Blevaitienė      |
| 1983   | Arūnas Petkevičius   | Jūratė Markaitytė        | Kęstutis Baltakis Arūnas Petkevičius      | Jūratė Markaitytė Jūratė Lažauninkaitė        | Kęstutis Baltakis Jūratė Andriuscenkaitė  |
| 1984   | Arūnas Petkevičius   | Jūratė Markaitytė        | Kęstutis Baltakis Arūnas Petkevičius      | Jūratė Markaitytė Edita Andriuscenkaitė       | Arūnas Petkevičius Jūratė Markaitytė      |
| 1985   | Arūnas Petkevičius   | Jūratė Markaitytė        | Kęstutis Baltakis Arūnas Petkevičius      | Jūratė Markaitytė Silva Senkutė               | Arūnas Petkevičius Jūratė Markaitytė      |
| 1986   | Arūnas Petkevičius   | Jūratė Markaitytė        | Kęstutis Baltakis Arūnas Petkevičius      | Jūratė Markaitytė Aušrinė Gabrėnaitė          | Egidijus Jankauskas Jūratė Markaitytė     |
| 1987   | Egidijus Jankauskas  | Jūratė Markaitytė        | Kęstutis Baltakis Arūnas Petkevičius      | Jūratė Markaitytė Danguolė Blevaitienė        | Egidijus Jankauskas Danguolė Blevaitienė  |
| 1988   | Arūnas Petkevičius   | Rasa Mikšytė             | Algirdas Kepežinskas Ovidijus Česonis     | Jūratė Markaitytė Danguolė Blevaitienė        | Arūnas Petkevičius Danguolė Blevaitienė   |
| 1989   | Ovidijus Česonis     | Aušrinė Gabrėnaitė       | Egidijus Jankauskus Ovidijus Česonis      | Aušrinė Gabrėnaitė Rasa Mikšytė               | Egidijus Jankauskas Aušrinė Gabrėnaitė    |
| 1990   | Aivaras Kvedarauskas | Rasa Mikšytė             | Algirdas Kepežinskas Ovidijus Česonis     | Jūratė Markaitytė Danguolė Blevaitienė        | Aivaras Kvedarauskas Rasa Mikšytė         |
| 1991   | Egidius Jankauskas   | Rasa Mikšytė             | Egidijus Jankauskus Ovidijus Česonis      | Rasa Mikšytė Solveiga Stasaitytė              | Algirdas Kepežinskas Rasa Mikšytė         |
| 1992   | Egidius Jankauskas   | Rasa Mikšytė             | Aivaras Kvedarauskas Vygandas Virzintas   | Rasa Mikšytė Solveiga Stasaitytė              | Algirdas Kepežinskas Rasa Mikšytė         |
| 1993   | Edigius Jankauskas   | Solveiga Stasaitytė      | Edigius Jankauskas Aivaras Kvedarauskas   | Rasa Mikšytė Solveiga Stasaitytė              | Edigius Jankauskas Solveiga Stasaitytė    |
| 1994   | Aivaras Kvedarauskas | Aina Kravtienė           | Aivaras Kvedarauskas Ovidijus Zukauskas   | Indre Ivanauskaitė Rasa Mikšytė               | Aivaras Kvedarauskas Indre Ivanauskaitė   |
| 1995   | Aivaras Kvedarauskas | Rasa Mikšytė             | Algirdas Kepežinskas Aivaras Kvedarauskas | Indre Ivanauskaitė Rasa Mikšytė               | Aivaras Kvedarauskas Rasa Mikšytė         |
| 1996   | Aivaras Kvedarauskas | Rasa Mikšytė             | Aivaras Kvedarauskas Donatas Vievesis     | Indre Ivanauskaitė Rasa Mikšytė               | Aivaras Kvedarauskas Rasa Mikšytė         |
| 1997   | Aivaras Kvedarauskas | Rasa Mikšytė             | Aivaras Kvedarauskas Gediminas Andrikonis | Neringa Karosaitė Aina Kravtienė              | Aivaras Kvedarauskas Rasa Mikšytė         |
| 1998   | Aivaras Kvedarauskas | Neringa Karosaitė        | Aivaras Kvedarauskas Dainius Mikalauskas  | Rasa Mikšytė Jūratė Prevelienė                | Aivaras Kvedarauskas Jūratė Prevelienė    |
| 1999   | Aivaras Kvedarauskas | Erika Milikauskaitė      | Aivaras Kvedarauskas Dainius Mikalauskas  | Rasa Mikšytė Jūratė Prevelienė                | Aivaras Kvedarauskas Rasa Mikšytė         |
| 2000   | Aivaras Kvedarauskas | Erika Milikauskaitė      | Aivaras Kvedarauskas Donatas Vievesis     | Kristina Dovidaitytė Neringa Karosaitė        | Aivaras Kvedarauskas Jūratė Prevelienė    |
| 2001   | Aivaras Kvedarauskas | Neringa Karosaitė        | Aivaras Kvedarauskas Juozas Spelveris     | Kristina Dovidaitytė Neringa Karosaitė        | Aivaras Kvedarauskas Ligita Žukauskaitė   |
| 2002   | Aivaras Kvedarauskas | Erika Milikauskaitė      | Aivaras Kvedarauskas Kęstutis Navickas    | Kristina Dovidaitytė Neringa Karosaitė        | Aivaras Kvedarauskas Jūratė Prevelienė    |
| 2003   | Aivaras Kvedarauskas | Ugnė Urbonaitė           | Aivaras Kvedarauskas Dainius Mikalauskas  | Ugnė Urbonaitė Kristina Dovidaitytė           | Aivaras Kvedarauskas Ugnė Urbonaitė       |
| 2004   | Kęstutis Navickas    | Ugnė Urbonaitė           | Kęstutis Navickas Klaudijus Kašinskis     | Ugnė Urbonaitė Akvilė Stapušaitytė            | Kęstutis Navickas Ugnė Urbonaitė          |
| 2005   | Kęstutis Navickas    | Ugnė Urbonaitė           | Kęstutis Navickas Klaudijus Kašinskis     | Ugnė Urbonaitė Akvilė Stapušaitytė            | Donatas Narvilas Kristina Dovidaitytė     |
| 2006   | Aivaras Kvedarauskas | Akvilė Stapušaitytė      | Šarūnas Bilius Ramūnas Bilius             | Akvilė Stapušaitytė Ligita Žukauskaitė        | Aivaras Kvedarauskas Akvilė Stapušaitytė  |
| 2007   | Kęstutis Navickas    | Akvilė Stapušaitytė      | Kęstutis Navickas Klaudijus Kašinskis     | Gerda Voitechovskaja Kristina Dovidaitytė     | Kęstutis Navickas Indrė Starevičiūtė      |
| 2008   | Kęstutis Navickas    | Akvilė Stapušaitytė      | Paulius Geležiūnas Ramūnas Stapušaitis    | Gerda Voitechovskaja Kristina Dovidaitytė     | Kęstutis Navickas Akvilė Stapušaitytė     |
| 2009   | Kęstutis Navickas    | Akvilė Stapušaitytė      | Kęstutis Navickas Klaudijus Kašinskis     | Akvilė Stapušaitytė Ligita Žukauskaitė        | Kęstutis Navickas Akvilė Stapušaitytė     |
| 2010   | Kęstutis Navickas    | Akvilė Stapušaitytė      | Kęstutis Navickas Klaudijus Kašinskis     | Gerda Voitechovskaja Kristina Dovidaitytė     | Donatas Narvilas Kristina Dovidaitytė     |
| 2011   | Kęstutis Navickas    | Akvilė Stapušaitytė      | Kęstutis Navickas Edgaras Slušnys         | Gerda Voitechovskaja Kristina Dovidaitytė     | Ramūnas Stapušaitis Akvilė Stapušaitytė   |
| 2012   | Povilas Bartušis     | Akvilė Stapušaitytė      | Alan Plavin Povilas Bartušis              | Gerda Voitechovskaja Akvilė Stapušaitytė      | Ramūnas Stapušaitis Akvilė Stapušaitytė   |
| 2013   | Kęstutis Navickas    | Akvilė Stapušaitytė      | Kęstutis Navickas Povilas Bartušis        | Vytautė Fomkinaitė Akvilė Stapušaitytė        | Kęstutis Navickas Akvilė Stapušaitytė     |
| 2014   | Kęstutis Navickas    | Akvilė Stapušaitytė      | Alan Plavin Povilas Bartušis              | Vytautė Fomkinaitė Akvilė Stapušaitytė        | Ramūnas Stapušaitis Akvilė Stapušaitytė   |
| 2015   | Kęstutis Navickas    | Akvilė Stapušaitytė      | Kęstutis Navickas Povilas Bartušis        | Ligita Žukauskaitė Akvilė Stapušaitytė        | Povilas Bartušis Vytautė Fomkinaitė       |
| 2016   | Kęstutis Navickas    | Vytautė Fomkinaitė       | Kęstutis Navickas Povilas Bartušis        | Rebeka Aleksevičiūtė Gerda Voitechovskaja     | Povilas Bartušis Vytautė Fomkinaitė       |
| 2017   | Kęstutis Navickas    | Akvilė Stapušaitytė      | Kęstutis Navickas Povilas Bartušis        | Vytautė Fomkinaitė Akvilė Stapušaitytė        | Povilas Bartušis Vaiva Žymantaitė         |
| 2018   | Povilas Bartušis     | Vytautė Fomkinaitė       | Kazimieras Dauskurtas Povilas Bartušis    | Vytautė Fomkinaitė Ieva Sendžikaitė           | Mark Šames Vytautė Fomkinaitė             |
| 2019   | Povilas Bartušis     | Gerda Voitechovskaja     | Mark Šames Povilas Bartušis               | Rebeka Aleksevičiūtė Gerda Voitechovskaja     | Povilas Bartušis Samanta Golubickaitė     |
| 2020   | Danielius Beržanskis | Samanta Golubickaitė     | Danielius Beržanskis Jonas Petkus         | Rebeka Aleksevičiūtė Gabija Mockutė           | Giedrius Dima Ieva Gaidė                  |
| 2021   | Mark Šames           | Vytautė Fomkinaitė       | Danielius Beržanskis Jonas Petkus         | Rebeka Aleksevičiūtė Gabija Mockutė           | Mark Šames Vytautė Fomkinaitė             |
| 2022   | Danielius Beržanskis | Samanta Golubickaitė     | Danielius Beržanskis Jonas Petkus         | Jogailė Kelečiūtė Monika Sukackaitė           | Vilius Bagdanavičius Samanta Golubickaitė |
| 2023   | Jonas Petkus         | Samanta Golubickaitė     | Danielius Beržanskis Jonas Petkus         | Samanta Golubickaitė Vytautė Fomkinaitė       | Povilas Bartušis Viltė Paulauskaitė       |
| 2024   | Jonas Petkus         | Viltė Paulauskaitė       | Danielius Beržanskis Jonas Petkus         | Monika Sukackaite Viltė Paulauskaitė          | Edgaras Slušnys Vaida Slušnienė           |